# 鈴木進悦
鈴木 進悦（すずき しんえつ、1939年（昭和14年）5月10日 - ）は、日本のボクサー。 

## 経歴・人物
東京農業大学在学中に、1960年ローマオリンピックに男子フェザー級で出場し、2回戦敗退した。  